# Fête au village (film, 1896)
Pour plus de détails, voir Fiche technique et Distribution.
Fête au village, est un film documentaire muet français réalisé  par Alexandre Promio en 1896 et produit par la Société Lumière. 

## Description
De joyeux personnages en costume folklorique déambulent au milieu d'une foule sur la place d'un village.

## Remarque
L'action se passe à Genève en Suisse lors de l'exposition nationale de 1896. En fait, le village est une reconstitution, y compris la montagne en arrière plan, pour la promotion de la douceur de vivre dans la ruralité helvétique. On peut voir Le cinéaste François-Henri Lavanchy-Clarke (en), en redingote grise et chapeau blanc (voir image), qui se prête à la petite fête en jouant les figurants
.

## Fiche technique
- Titre : Fête au village
- Titre original : Fête au village
- Autre titre : Fête au village suisse
- Titre en russe : Праздник в деревне
- Réalisation : Alexandre Promio
- Production : Société Lumière
- Lieu de tournage : Genève (Suisse)
- Pays d'origine :  France
- Vue no  : 312
- Genre : Documentaire
- Format : Court métrage - Muet - Noir et blanc
- Durée : 41 s
- Date de réalisation : 1896
- Dates de sortie :
  - France : 29 août 1896 à Lyon

## Sources
- Catalogue Lumière, « Fête au village » (consulté le 6 février 2024).
- The Movie DataBase (TMDB), « Fête au village » (consulté le 6 février 2024).